# Amanoa steyermarkii
Amanoa steyermarkii är en emblikaväxtart som beskrevs av Eugene Jablonszky. Amanoa steyermarkii ingår i släktet Amanoa och familjen emblikaväxter. Inga underarter finns listade i Catalogue of Life.